# Time Bomb (Rancid)
Time Bomb è un singolo pubblicato dal gruppo punk rock Rancid nel 1995 per la Epitaph Records

## Tracce
1. Time Bomb – 2:26
2. The Wars End – 1:56
3. Blast 'Em – 2:30

## Formazione
- Tim Armstrong - chitarra e voce
- Lars Frederiksen - chitarra e voce
- Matt Freeman - basso e voce
- Brett Reed - batteria